# 愛味男女
《愛味男女》 為於2013年播映的台灣微電影，為壹綜合第二部微電影。由廖允（小杰）、蔡頤榛（五熊）、馬國賢、嚴藝文、劉書宏和林宇恩主演。於2013年1月11日起每週五於壹電影官網、youtube及壹電視手機App上檔。

## 播出時間

### 首播
| 頻道   | 所在地 | 播映日期      | 播出時間                      |
| ------ | ------ | ------------- | ----------------------------- |
| 壹電影 | 臺灣   | 2013年1月11日 | 每週五22:00-22:30（每次兩集） |

## 演員列表

### 主要演員
| 演員           | 角色   | 介紹 |
| 廖允（小）     | 唐艾偉 | 在韓國讀營養學，卻有成為大明星的夢想。 個性直率又有點孩子氣，容易被愛衝昏頭，但偶爾也有充滿男子氣概的一面。                    |
| 蔡頤榛（五熊） | 嚴味兒 | 在德國念行銷管理，個性古靈精怪，常常有奇妙的點子，屬於橫衝直撞的行動派。對於在料理上缺乏天分感到苦惱。相當敬愛相依為命的父親。 |

### 其他演員
| 演員   | 角色            | 介紹 |
| 馬國賢 | 柴其智 (Uncle)  | 味兒的Uncle(叔叔)，幽默風趣，是全場的開心果，將味兒視如己出，卻常常刀子口豆腐心。                                     |
| 嚴藝文 | 尤品品 (Auntie) | 艾偉的Auntie(阿姨)，笑臉迎人的花蝴蝶，為了完成好姊妹的夢想，決定用各種花招，使計讓艾偉和味兒繼承餐廳。                |
| 劉書宏 | 可米            | 味兒視為白馬王子崇拜的學長，擁有一手好廚藝，擅長各種雕花類的作品。 溫和的他和所有人都很親近，唯獨有一個人是特別的…    |
| 林宇恩 | Samantha        | 美少女廚神，和妹妹在巷口經營自己的小店，因緣巧合下成為餐廳不可或缺的好幫手。 然而，亮眼迷人的外表下，性向卻模糊不明？ |

### 客串演出
| 演員   | 角色   | 介紹                         |
| 羅能華 |        | 魔幻廚師。                   |
| 李肇健 |        | 餐廳服務生。                 |
| 禹晴   | 小美   | Samantha的妹妹。             |
| 賴育朗 |        | 妖怪粉絲。                   |
| 管瑾宗 | 嚴程   | 味兒的父親。                 |
| 何曼寧 | 唐芯   | 艾偉的母親。                 |
| 鄧筠庭 | 小味兒 | 味兒小時候。                 |
| 王自強 | 孫經理 | 味兒的叔叔。                 |
| 亮哲   | 十把劍 | 知名電影導演。孫經理的姪子。 |
| 王鏡冠 | 孫大鵬 |                              |

## 各集列表
| 各話    | 播放日期      | 標題                               |
| ------- | ------------- | ---------------------------------- |
| LOVE 1  | 2013年1月11日 | 眼淚不能掉在結婚戒指上             |
| LOVE 2  | 2013年1月11日 | 讓所有人品嘗戀愛的滋味             |
| LOVE 3  | 2013年1月18日 | 這是我媽以前最常煮的粥             |
| LOVE 4  | 2013年1月18日 | 沒有男人我們也可以過得很好         |
| LOVE 5  | 2013年1月25日 | 我真的好愛妳                       |
| LOVE 6  | 2013年1月25日 | tell me 為什麼                     |
| LOVE 7  | 2013年2月1日  | 我最想吃的東西已經再也吃不到了     |
| LOVE 8  | 2013年2月1日  | 無心插柳的鴨肝醬再加點創意         |
| LOVE 9  | 2013年2月8日  | 性取向和食物都是上天賦予我們的權利 |
| LOVE 10 | 2013年2月8日  | 還是女人最了解女人                 |
| LOVE 11 | 2013年2月15日 | 人活著最重要的不就是夢想嗎         |
| LOVE 12 | 2013年2月15日 | 我要告訴妳一個秘密                 |

## 電視劇歌曲
| 曲別 | 歌名 | 演唱者 | 作詞 | 作曲 |

## 重要場景
Akuma caca：位於台北市大安區四維路14巷，是Akuma Design設計公司在2009年所成立的第一家咖啡廳，在本劇拍攝之前，已有多齣偶像劇及各類廣告在此取景（已結束營業）。

## 製作團隊
- 創作及監製：黃忠正、謝志文
- 製作及企畫：何珮瑜
- 統　　籌：張誌偉
- 編　　劇：黃忠正、邵慧婷
- 導　　演：郝心翔
- 副　　導：項立言
- 場　　記：葉至芹
- 執　　行：范志明
- 執行助理：羅能華、李肇健
- 攝影指導：陳加融、林國華
- 攝　　影：王樹彬、林文志、韓濰鍀
- 攝影助理：林忠瑋、鄭延鎧
- 燈光指導：謝建發
- 燈光助理：許嘉哲、陳俊良、魯厚承
- 收　　音：林文志、吳宗利
- 美術指導：林智明
- 道　　具：尹立民
- 道具助理：王維佐
- 造　　型：潘倫琳
- 造型助理：楊秋軒
- 服　　裝：王鳳如
- 化　　妝：蘇艾璇
- 後期統籌：葉至芹
- 剪　　輯：張斐棋
- 剪輯助理：胡觀嵐、白薏嵐、林吟秋、蕭誼諠
- 製作公司：八厘米國際電影娛樂股份有限公司

## 外部連結
- 《愛味男女》官方Facebook
- 壹電視官網 （页面存档备份，存于）

## 作品的變遷
| 壹電影                            | 壹電影                           | 壹電影 |
| --------------------------------- | -------------------------------- | ------ |
|                                   | 愛味男女 （2013.1.11-2013.2.15） |        |
| 內衣少女 （2013.9.28-2013.11.30） | —                                |        |